# Caça de munteria

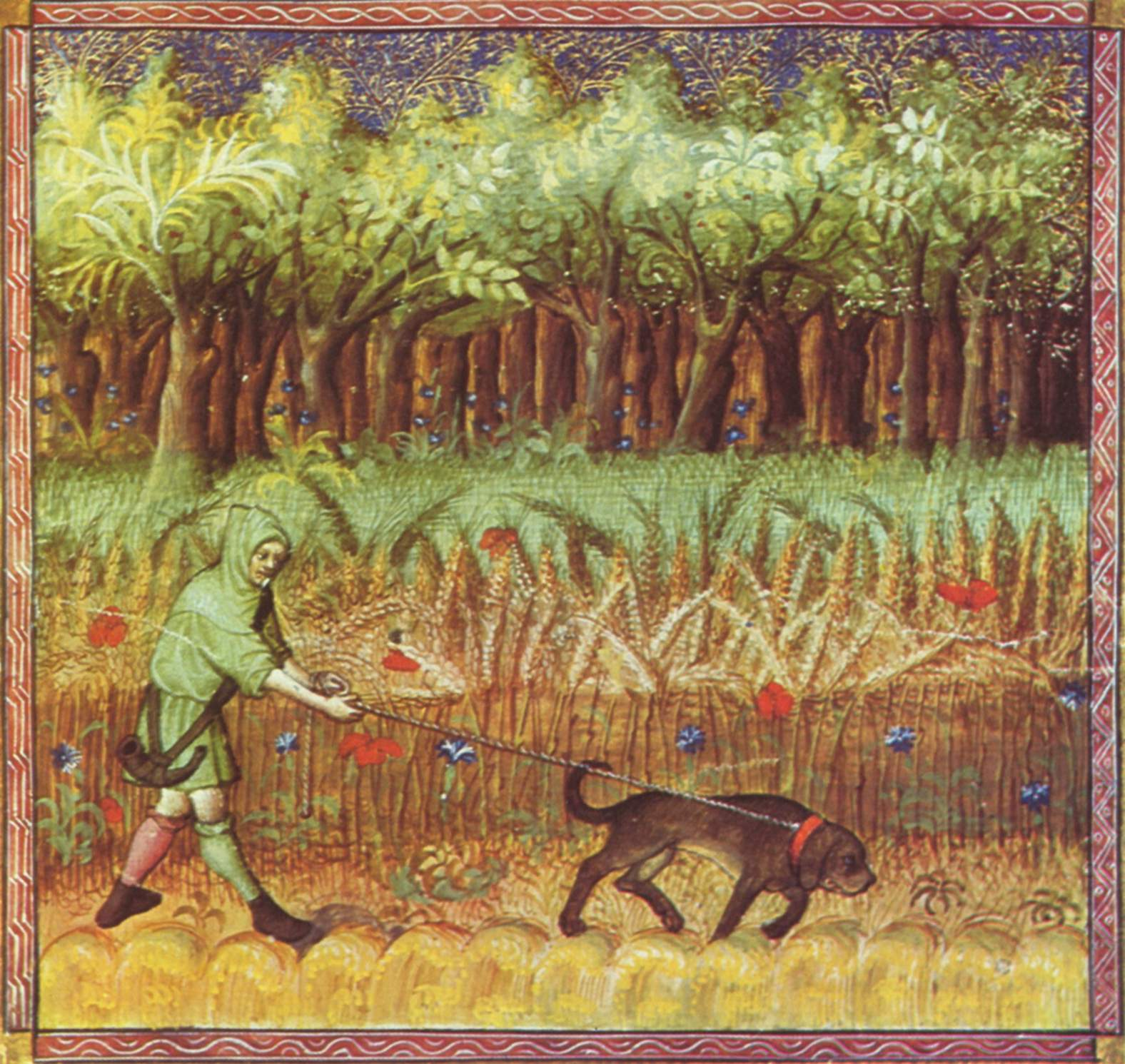
Il·lustració de " Le livre de la Chasse " de Gaston Pheobus.

La caça de munteria  és una modalitat de caça major que involucra un gran nombre de caçadors i gossos, típica del sud i centre de la península Ibèrica. Els gossos de caça hi tenen un especialíssim protagonisme, ja que sense ells seria impossible portar-la a terme. L'origen de la caça de munteria es perd en el temps; han existit i existeixen diferents tipus de munteria segons el territori on es porta a terme, la manera d'entendre la caça i la utilització d'unes o altres races de gossos.

## Història
Les primeres notícies exhaustives sobre la munteria daten de la baixa edat mitjana, quan diferents cases reials i nobles europees de Portugal, Castella, França, actual Alemanya, etc. van encarregar l'elaboració de tractats de Caça, activitat favorita de la classe dirigent en aquell temps, dels quals avui en coneixem un bon nombre, alguns d'ells són:
- "Llibre de munteria" d'Alfons XI, rei de Castella (segle xiv).
- "Tractat de munteria" d'un Montero de la Serra de Segura -Guerra de Granada-(s.XV).
- "Le livre de chasse du roy Modus" (s. XV).
- "Le livre de la chasse", de Gastón III Phoebus (segle xiv).
- "Livro da Muntaria" del Rei Joan I de Portugal (segle xiv).

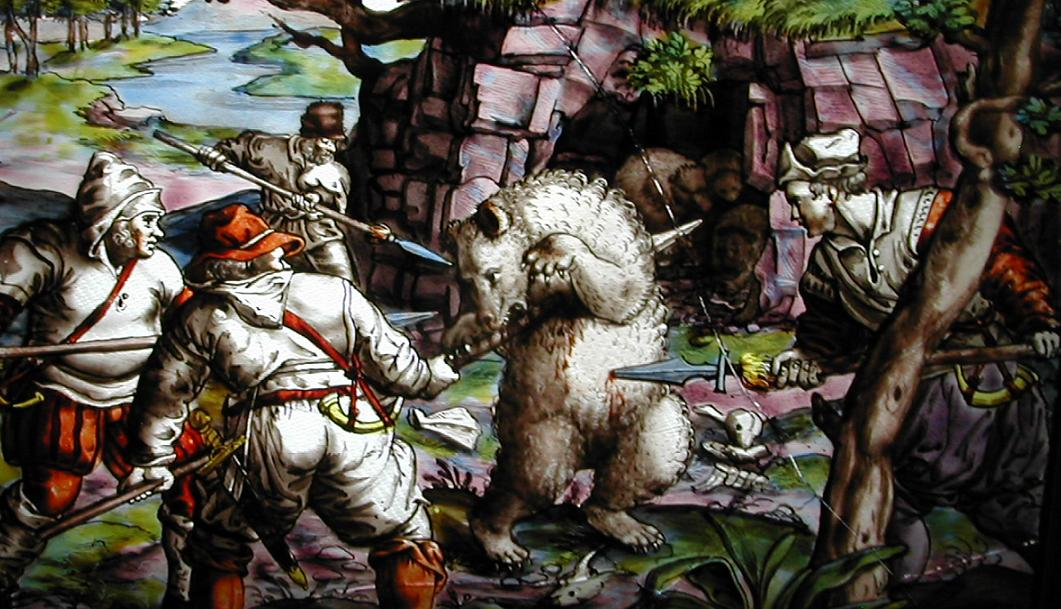
Cacera d'ossos, "Llibre de la munteria d'Alfons XI".

Durant l'Edat Mitjana a la península Ibèrica es van conèixer diferents tipus de munteria. Dos tipus molt peculiars eren la munteria amb xarxes i la munteria a Trist, dutes a terme sobretot al nord-oest de la península Ibèrica per a la caça del llop (principalment a Galícia).
No obstant això la forma de munteria més comuna a tot Europa era aquella en que prèviament a la caça pròpiament dita es buscava el lloc de fica al llit de la presa seguint el rastre de l'animal escollit amb l'ajuda d'un gos amb la cadena posada, per, un cop coneguda la ubicació de l'enllitat, situar en llocs estratègics de pas d'aquest animal Collera d'alans i llebrers per tal d'atrapar. Per llançar l'animal cap als llocs s'atacava l'enllitat amb gossos i se seguia la persecució per part de caçadors tant a peu com a cavall per intentar, juntament amb gossos, alans i llebrers, atrapar la peça de caça.

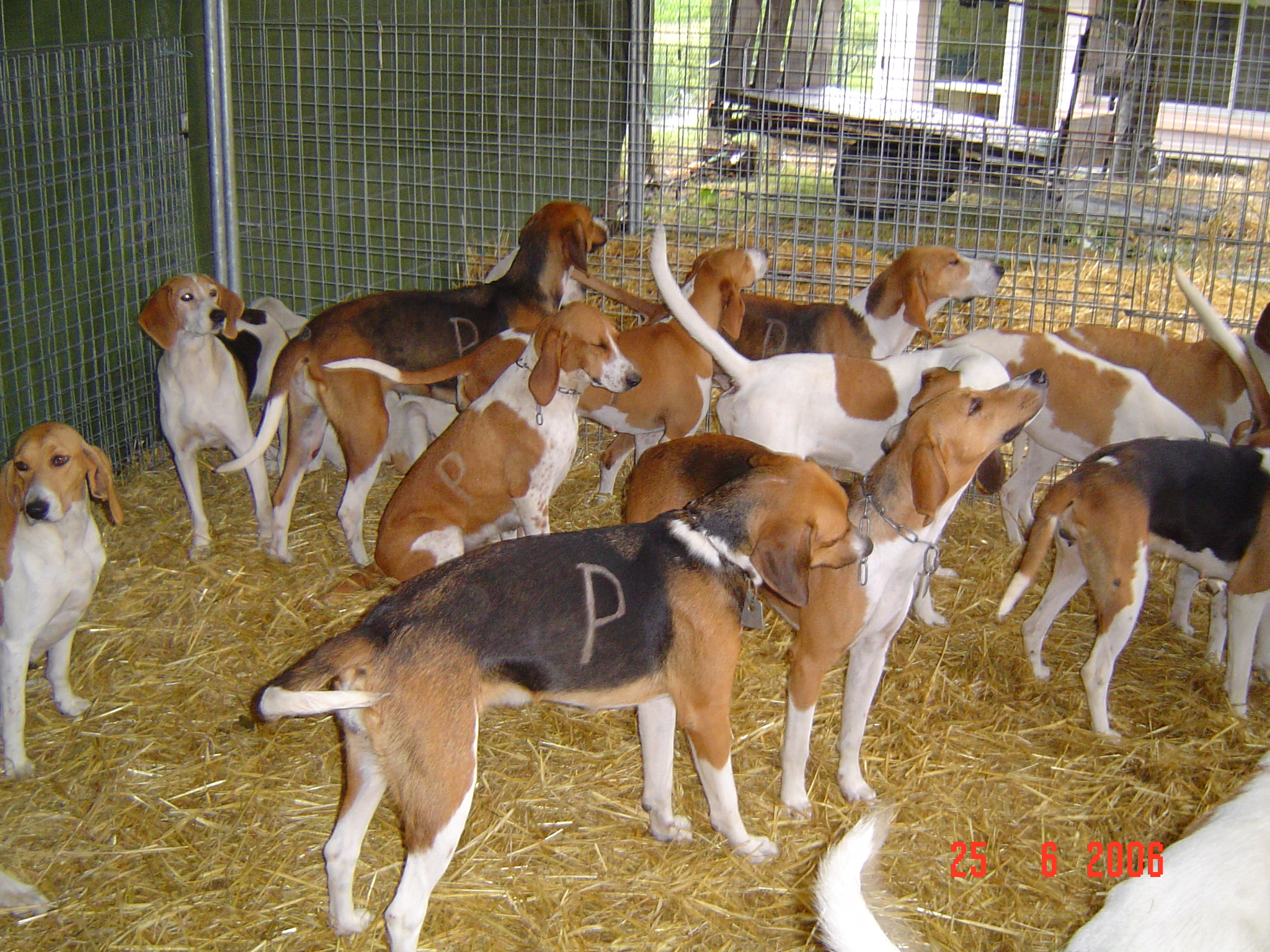
canilla de Petite Vénerie. França.

Durant l'Edat Mitjana a Espanya aquest tipus de munteria es realitzava sobretot per a la caça de l'ós i el senglar, mentre que per exemple a França tenia una major importància la caça del cérvol. Generalment es triava l'animal a caçar durant la fase de recerca de l'enllitat amb el gos, triant preferentment com presa un mascle adult en plenitud de facultats.
A partir del Renaixement i sobretot de la generalització de les armes de foc en els ss. XVII i XVIII la munteria medieval va anar derivant, segons cada territori i país, en modalitats que avui en dia difereixen força entre si, com pot ser la munteria al nord d'Espanya, la Vénerie francesa (tant la referida a la caça major o Grand Vénerie, que es practica a cavall, com la referida a la caça menor o Petite Vénerie, que es practica a peu), el Fox-Hunting (Caça de la guineu a cavall) al Regne Unit, o bé la munteria anomenada avui dia "a l'espanyola" practicada al centre i sud de la península Ibèrica.

## La munteria a la península Ibèrica
Avui en dia existeixen principalment dos tipus de munteria a la península Ibèrica, la que es porta a terme a l'extrem nord (principalment a la meitat nord de Galícia, Astúries i Cantàbria), que com veurem respon genuïnament gairebé punt per punt a la munteria peninsular més tradicional, i la munteria "a l'espanyola", que és la derivació de la munteria peninsular a Portugal i centre i sud d'Espanya, guardant aquesta molt poca semblança amb l'original.

### La munteria nord
Tal com es feia durant la baixa edat mitjana, al nord-nord-oest d'Espanya es caça el porc senglar en la modalitat anomenada "Caça del porc senglar a cobla ". En aquesta modalitat de caça assoleixen un protagonisme total els gossos i els seus conductors, els Monteros.

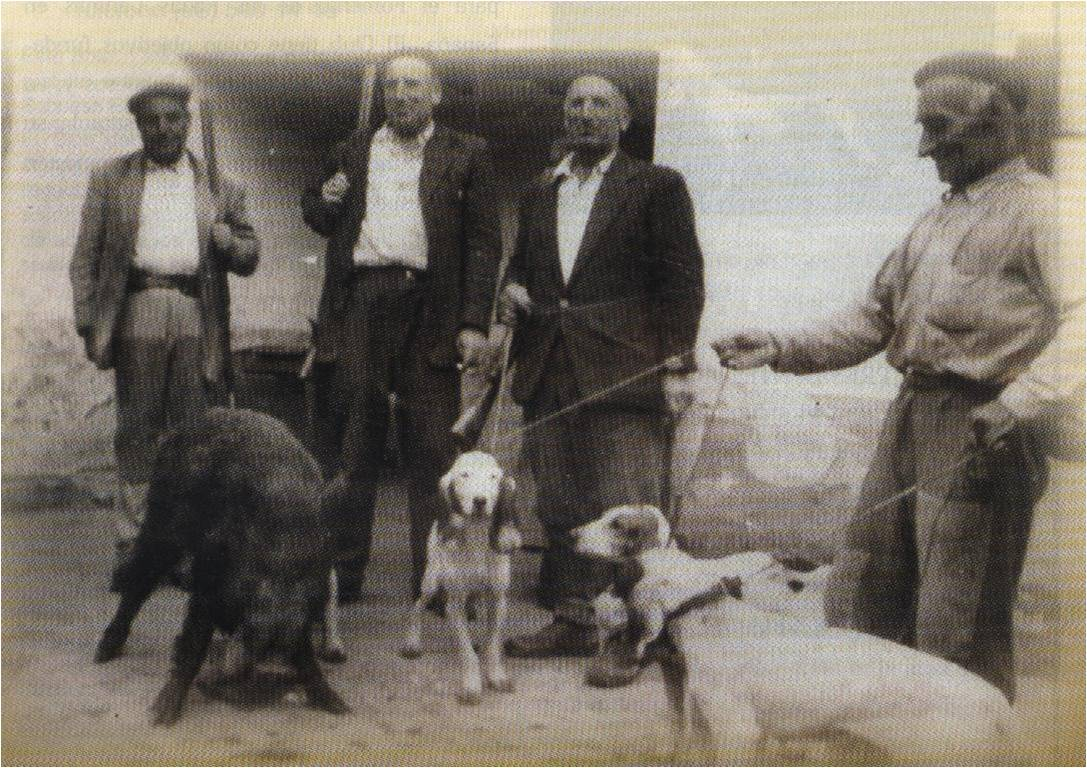
Cacera de Senglar al nord d'Espanya. 1931.

A primera hora del matí cada Montero surt amb el seu gos lligat a una llarga corretja anomenada cobla per buscar el rastre dels senglars. Un cop trobat un rastre de la nit anterior, el Montero, auxiliat pel nas i la intel·ligència del seu gos, seguirà els passos nocturns del senglar sovint durant molts quilòmetres fins a trobar el lloc on està enllitat, descansant durant el dia. Per corroborar que el senglar es troba en una determinada espessor, el Montero i el seu gos, després de donar entrada al rastre del senglar en aquesta, procedeix a envoltar per veure si el senglar va sortir de la mateixa continuant el seu camí o bé hi roman descansant. En el cas que hagi sortit continuarà seguint el rastre amb el seu rastrejador fins a una altra espessor on repetirà l'operació. Es tracta d'una caça que requereix profunds coneixements dels senyals i costums dels diferents animals del bosc i d'una bona forma física, a més de molt bons gossos.
Una vegada que els diferents Monteros amb els seus gossos van tornant a un punt de trobada prèviament convingut cadascun procedeix a donar compte del que ha trobat els altres companys. Preferentment es trien com a objectiu de la caça dels fica al llit de senglars mascles adults. Un cop hi ha consens sobre quin encarna atacar, els caçadors s'aposten amb armes de foc envoltant l'espessor, l'extensió pot variar d'unes quantes hectàrees fins a diversos centenars. És en aquest moment quan es deixen anar uns quants gossos (normalment entre dos i deu) sobre el rastre d'entrada del porc senglar a l'espessor. Els gossos van marcant el camí realitzat pel senglar durant la nit amb la seva veu, anomenada "batec" fins que arriben al lloc on el senglar està descansant, on els gossos li borden de manera contínua amb valentia però sense atacar frontalment. El que s'aconsegueix mitjançant aquesta estratègia és que el senglar trenqui a córrer mentre els gossos el persegueixen bordant ("bategant") fins que l'obliguen a passar pel lloc on hi ha un caçador amb la seva arma, que procura abatre'l. En nombroses ocasions els gossos han de perseguir durant molt temps al senglar fins que aquest trenca en algun punt on està situat un caçador.
Generalment els equips dedicats a aquest tipus de caça, anomenats "colles" estan compostos per entre 10 i 20 caçadors, entre els quals hi ha un nombre variable de Montero amb els seus gossos, oscil·la el nombre de gossos utilitzats en total entre 5 i 15.
Aquesta modalitat de caça és molt selectiva, ja que es tria l'animal a caçar evitant molestar femelles amb cria, a més, pràcticament no es molesta cap altre animal que aquell que es va a caçar, ja que és un defecte imperdonable en els gossos que persegueixin qualsevol altre animal que no sigui senglar.

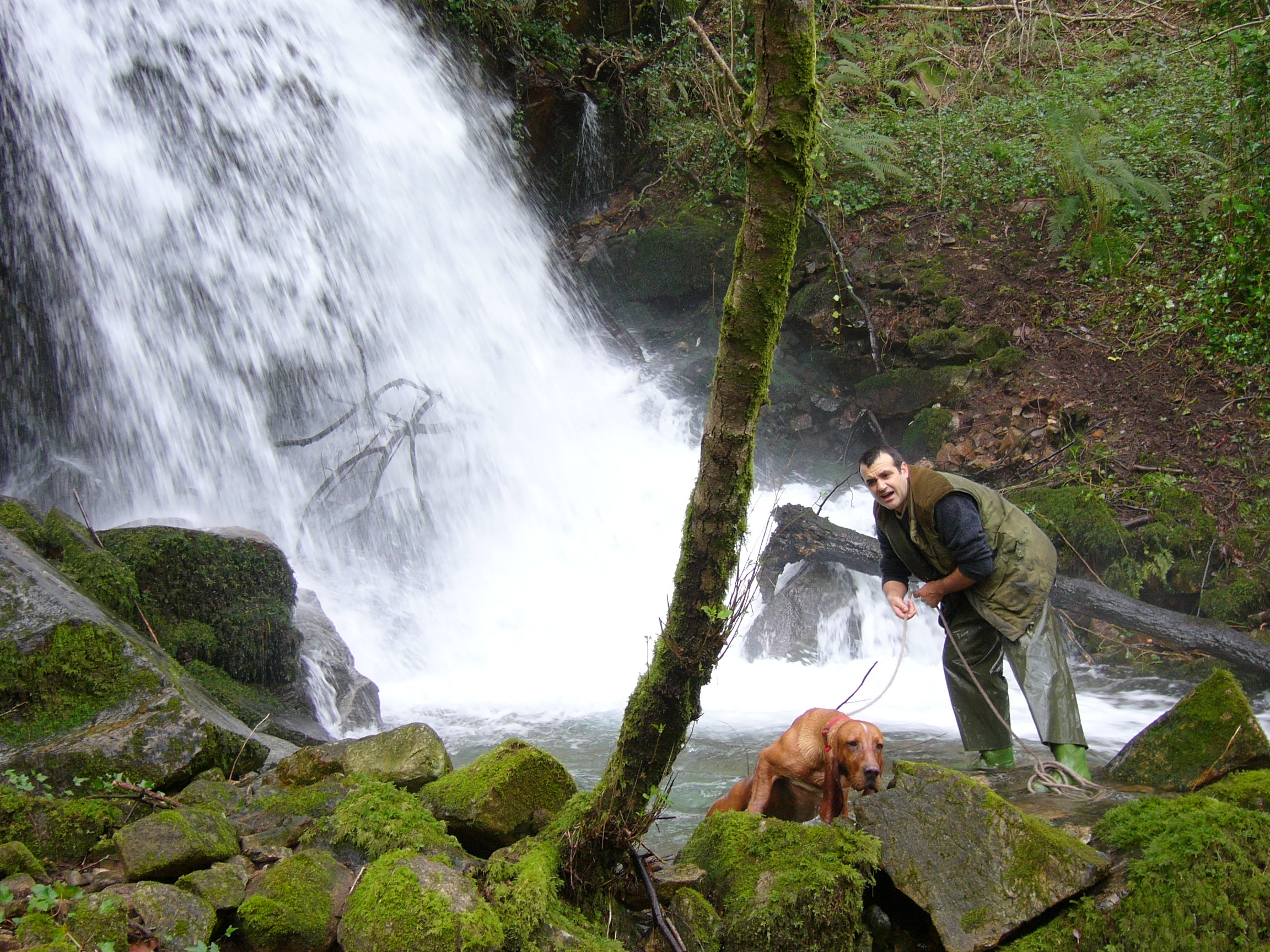
Rastrejadors en una Munteria.

Com es pot observar, pràcticament l'única gran diferència que existeix entre aquesta forma de munteria i la munteria medieval és que s'han substituït els gossos de presa i llebrers per armes de foc, fent menys cruenta.

#### El Montero
El Montero és el caçador que, sempre comptant amb la inestimable ajuda del seu bon rastrejador, coneix les tirades de la caça major i és capaç de trobar el lloc de jaç de la presa seguint el seu rastre nocturn, el que en llenguatge de munteria es coneix com a "concertar" o "citar".
Avui en dia en algunes regions (sobretot en el centre i sud d'Espanya) s'ha depauperat el terme munter per a fer referència als caçadors que se situen amb la seva arma en la línia de tir, però com es pot comprovar en la següent citació de l'obra "Origen i Dignitat de la Caça", escrita per Juan Mateos, Ballestero Major de SM Felip IV (any 1634), l'autèntic significat de la paraula Montero és el que s'ha conservat a l'extrem nord d'Espanya:
 "... saben concertar un senglar, i després de concertat saben segons el seu instint natural per on ha de sortir per a matar-lo a la nit, i saber que fa el senglar ballestes, per a poder-lo així matar a les aigües, com en els pans, i en les altres parts que trobi de menjar: saben també matar els cervos, daines i cabirols de les talaies estant, fer batudes per llops i conèixer els passos dels senglars, en donant volta a la terra per les causes que hi ha per a això. Així mateix és ofici seu Ballester amb el cavall a llaç, i estrep, i saber com es mata qualsevol gènere de caça i l'instint natural d'ella. "

#### El rastrejador
Sense gossos d'aquesta casta seria impossible conèixer amb exactitud la localització del llit dels senglars i, per tant, seria molt difícil dur a terme la munteria. Aquests gossos tenen el millor olfacte del món caní i per això són els més adequats per seguir l'olor que deixa al seu pas un animal.
Al contrari que passa amb altres classes de gossos, com ara els de Moloso, aquests gossos no solen atacar el senglar, sinó que simplement el pressionen perquè corri lladradissant a curta distància, perquè així els Monteros sàpiguen en cada moment el camí que va recorrent el senglar en la seva fugida per l'espessor. Mitjançant diverses modulacions de la seva potent veu, els gossos transmeten als Monteros la fase en què es troba la caça: rastre de la nit (anomenat "demanda" al nord d'Espanya), rastre de fugida, batec a parat (quan els gossos borden des poca distància a un senglar que no vol fugir) i batec a mort (alguns gossos marquen el lloc d'abatiment d'un senglar emetent un batec particular).

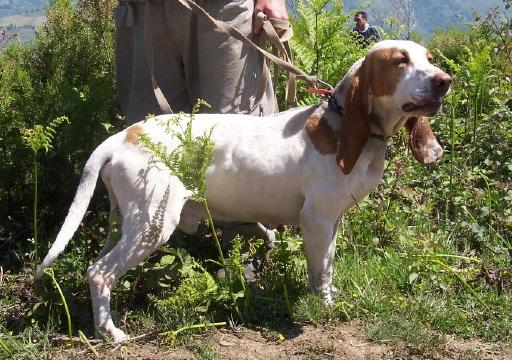
gossos espanyols

Aquests gossos requereixen un precís i prolongat entrenament individual per aconseguir que cacin únicament senglars, ja que no han de fer cas de cap altre animal que no sigui senglar. El profund estima que sent cada Montero pels seus gossos ha suposat que secularment s'hagin seleccionat gossos que no ataquen al senglar directament, sinó que només li borden a curta distància per a evitar ferides, ja que la mort d'un bon gos suposa per a un Montero diversos anys de selecció i entrenament per a un altre del mateix nivell.
Tradicionalment al nord d'Espanya no s'han utilitzat canillas de gossos en la caça com passa a França o Gran Bretanya. A Espanya s'utilitzen pocs gossos i més cada Montero normalment porta els seus, que han de caçar independentment dels altres i no formant estrictament una canilla.
Les races pures més utilitzades en el nord d'Espanya per a la munteria del porc senglar són el Rastrejador espanyol i el Griffon Blau de Gascunya, encara que és majoritària la utilització de gossos mestissos de diverses races de gossos de rastre, ja siguin gossos o Griffon (gossos amb els pèls llargs). És molt habitual la utilització de gossos mestissos de gossos Espanyol i Griffon francesos com ara el Vendeà o el Nivernès. Tots aquests gossos cacen de manera molt similar.
Aquesta classe de gossos és la més completa i adequada per a la caça en munteria, a més de ser la de major tradició i ús més generalitzat a Europa.

### La munteria "a l'espanyola"
Aquest tipus de munteria o més aviat gran batuda es realitza principalment al centre i sud de la península Ibèrica, i la seva existència és fruit d'una evolució que data d'uns 300 anys, ja que anteriorment la munteria en el centre i sud d'Espanya era molt similar a la que encara es porta a terme al nord, tal com ens va transmetre un Montero de l'andalusa Sierra de Segura en la seva obra "Tractat de la munteria".
S'hi abaten generalment senglars i cérvols, encara que també altres espècies com ladaina i el mufló. En una muntanya o taca de centenars d'hectàrees es disposa una sèrie d'armades, o línies de llocs amb caçadors, que envolten i cobreixen el terreny. Segons la seva particular ubicació a la taca les armades reben diversos noms (corda és la més alta; sopié la més baixa, travessa la que travessa o es troba generalment en mig de la taca). Des d'un extrem determinat, o des de més d'un, es procedeix a la solta de les gossades que, conduïdes pels seus respectius gossers, batran la taca en diverses direccions per tal que les peces de caça en la seva fugida tractin de travessar les línies de caçadors (anomenats al sud Monteros) o siguin albirades per aquests. Tot i l'aparença d'acció molt planificada, la veritat és que la munteria és una modalitat de caça que requereix la màxima observació, atenció, silenci i punteria (en blanc mòbil) per part del caçador i que ofereix possibilitats reals d'escapatòria a senglars i cérvols.
Cada gossada té entre 10 i 12 Colleres (parelles) de gossos i és conduïda per un gosser o podenquer. La base de la majoria de gossades dedicades a la munteria "a l'espanyola" està composta per gossos de tipus podenc, encara que les que estan una mica més especialitzades en el senglar utilitzen preferentment mestissos de mastí, gos de presa, podenc i Griffó, entre d'altres.
Una gossada clàssica, dedicada a la caça del cérvol i del senglar, normalment està composta per una majoria de Colleres de podencs purs, una minoria de Colleres de mestissos de podenc i mastí i una collera de mastins purs o gossos de presa (amb freqüència Alano espanyol o dogo argentí).
Aquesta modalitat de caça, que guarda ja poca relació amb la munteria clàssica, consisteix en la utilització d'un elevadíssim nombre de gossos que dirigits pels seus conductors, baten el terreny a caçar a fi de dirigir cap als caçadors tota mena d'animals (generalment cérvols, senglars, daines i muflons) per caçar-los.
Els gossos utilitzats en aquest tipus de munteria generalment no serveixen per caçar l'estil de la munteria tradicional.
No es tracta d'una modalitat selectiva.